# بعدازظهر پاییزی
بعدازظهر پاییزی (به ژاپنی: 秋刀魚の味) (انگلیسی: An Autumn Afternoon) یا طعم ماهی نوک‌دار (به ژاپنی: Sanma no aji) فیلمی درام به کارگردانی یاسوجیرو ازو محصول سال ۱۹۶۲ است. از بازیگران آن می‌توان به چیشو ریو، ماریکو اوکادا، دایسوکه کاتو، هاروکو سوگیمورا و شیما ایواشیتا اشاره کرد.
بعدازظهر پاییزی آخرین فیلم ازو است و از بهترین آثارش به شمار می‌رود.